# Ricardo Villarán
Ricardo Villarán Godoy ( Pacasmayo, departamento de La Libertad, Perú, 9 de abril de 1879 -  Lima, ídem, 16 de abril de 1960 ) fue un director de cine que inició su carrera profesional en el cine mudo de Argentina y la continuó años después, ya en la etapa del sonoro, en su país natal, donde participó en la fundación de la productora Amauta Films vinculado a la elaboración de los guiones y dirección de algunos filmes.

## Filmografía
En Perú
Guionista
- Sangre en la selva (1937)

Entrevistado
- Alerta en la frontera (1941) dir. Kurt Herrmann[6]

Director
- Penas de amor (1939)
- Esa noche tuvo la culpa (1939)
- El miedo a la vida (1938)
- La falsa huella (1938)
- De doble filo (1937)
- La bailarina loca (1937)

En Argentina
- El poncho del olvido (1929)
- Un robo en la sombra (1928)
- María Poey de Canelo (1927)
- Gorriones (1925)
- Manuelita Rosas (1925)
- El hijo del Riachuelo (1923)
- En un pingo pangaré (1922)
- La baguala (1920)